# Разплата (2017)
Разплата (2017) (на английски: WWE Payback 2017) е кеч pay-per-view (PPV) турнир и WWE Network събитие, продуцирано от WWE за марката Първична сила.
Провежда се в SAP Center в Сан Хосе, Калифорния на 30 април 2017 г. Това е петото събитие, в хоронологията на Разплата и първото за Първична сила със същото име. След Суперзвездното разменяне, турнира включва два мача, в които участват кечисти от Разбиване.
Осем мача се провеждат по време на събитието, включително един предварителен мач. В главния мач, Броун Строуман побеждава Роуман Рейнс. В други мачове, Крис Джерико побеждава Кевин Оуенс за Титлата на Съединените щати, премествайки Джерико в Разбиване, а Алекса Блис побеждава Бейли и печели Титлата при жените на Първична сила, ставайки първата кечистка, печелила Титлата при жените на Първична сила и Титлата при жените на Разбиване.

## Заден план
Събитието включва мачове, получени от сценични сюжети и имат резултати, предварително решени от WWE и марката Първична сила, марковата дивизия на WWE. Сюжетите се продуцират по седмичното телевизионно шоу на WWE, Първична сила и шоуто на полутежката дивизия 205 На живо. След Суперзвездното разменяне, Разплата включва два мача, в които участват кечисти от марката Разбиване; техните сюжети се продуцират и по Разбиване на живо.
На КечМания 33, Кевин Оуенс побеждава Крис Джерико и печели Титлата на Съединените щати на WWE. На следващата вечер на Първична сила, е обявено, че Джерико ще получи своя реванш за титлата на Разплата. Тогава Джерико и Сет Ролинс трябва да се бият срещу Оуенс и Самоа Джо на Първична сила, но двамата нападат Джерико зад кулисите, изваждайки го мача. Джерико е заместен с Фин Балър, който се завръща, последно биейки се на Лятно тръшване 2016. Ролинс и Балър побеждават Оуенс и Джо. На следващата седмица, Оуенс се бие срещу Интерконтиненталния шампион на WWE Дийн Амброуз, който става част от състава на Първична сила след Суперзвездното разменяне. Оуенс губи от Амброуз, и след мача Джерико се появява и прави Дешифратор на Оуенс. На следващата вечер, на Разбиване на живо, Оуенс става част от състава на Разбиване. Тогава Главния мениджър на Разбиване Даниъл Брайън решава, че ако Джерико победи Оуенс на Разплата, Джерико ще стане част от състава на Разбиване. Двамата продължават своята вражда през следващите седмици, участвайки само в техните шоута.
На предварителното шоу на КечМания, Невил побеждава Остин Ейрис и запазва своята Титла в полутежка категория на WWE. На 4 април, в епизода на 205 На живо, Остин печели мач Фатална четворка и получава втори мач за титлата срещу Невил. На 10 април, в епизод Първична сила, интервюто на Невил е прекъснато от Ти Джей Пъркинс, който твърди, че може да победи Невил за титлата. Тогава Невил му казва, че е пренебрегнат и че другите, както Ейрис, получават неговите възможности. Добавя също, че го уважава. След това Ейрис се появява и казва, че Невил лъжена, но Пъркинс излиза без да казва нищо. По-късно, Пъркинс побеждава Ейрис. След мача, Пъркинс напада Ейрис, съюзява се с Невил, ставайки злодей. На 18 април, в епизод 205 На живо, Ейрис побеждава Пъркинс, но след мача Пъркинс и Невил нападат Ейрис. На следващата Първична сила, Ейрис и Джентълмен Джак Галахър побеждават Невил и Пъркинс в отборен мач.
На КечМания 33, Ренди Ортън побеждава Брей Уайът и печели Титлата на WWE за девети път. На следващия епизод Разбиване, Уайът предизвиква Ортън на мач в „Къщата на ужасите“ без заложба на титлата и Ортън приема. Тогава Уайът и Ерик Роуън, който се завръща губят срещу Ортън и Люк Харпър в отборен мач. На 10 април, в епизод Първична сила, Уайът се премества в Първична сила заради Суперзвездното разменяне, но мача все още е позволен, който е уреден за Разплата. На следващата вечер, на Разбиване, Ортън се бие срещу Роуън. По време, Уайът се появява на екрана, след което Роуън атакува Ортън със стоманените стъпала и се дисквалифицира. Уайът прави подобни съобщения за мача им в следващите епизоди на Първична сила и Разбиване.
На КечМания 33, Харди бойз (Джеф Харди и Мат Харди) се завръщат в WWE и участват в мача Тройна заплаха със стълби, който се променя на Фатална четворка и печелят Отборните титли на Първична сила. На следващата вечер, на Първична сила, предишните шампиони Люк Галоус и Карл Андерсън губят своя реванш за титлите. По-късно в шоуто, Сезаро и Шеймъс побеждават Ензо Аморе и Големият Кас и стават главните претенденти за титлите. На следващата седмица, мача между двата отбора е потвърден за Разплата. В същия епизод Първична сила, Хардитата, Шеймъс и Сезаро побеждават Галоус, Андерсън и Блестящите звезди (Примо и Епико) в отборен мач. На 17 април, в епизод Първична сила, Джеф побеждава Сезаро в индивидуален мач; след мача двата отбора се ръкостискат в знак на уважение. На следващата седмица, Мат побеждава Шеймъс, след като се разсейва заради Джеф, който е изтикан извън ринга от Шеймъс. След мача, Харди отново се ръкостискат с Шеймъс и Сезаро.
На 30 януари, в епизод Първична сила, Самоа Джо дебютира, атакувайки Сет Ролинс по нареждане от Трите Хикса. Атаката на Джо наранява отново коляното, което е изваждало Ролинс от строя от ноември 2015 до май 2016, и почти го лишава от участие на КечМания 33 за поредна година. Обаче, Ролинс успява да се възстанови на време, побеждавайки Трите Хикса в несанкциониран мач На първата Първична сила след КечМания, Ролинс и Фин Балър побеждават Джо и Кевин Оуенс. На следващата седмица, по време на Суперзвездното разменяне, Ролинс говори за това, какво още иска да постигне в Първична сила, което включва прекратяване на враждата му срещу Джо. Новият Главен мениджър на Първична сила Кърт Енгъл обявява, че Ролинс остава в Първична сила, след което Джо излиза и се сбива с Ролинс. Мач между двамата е уреден за Разплата, На последната 'Първична сила преди Разплата, Ролинс, Ензо Аморе и Големият Кас трябва да се бият срещу Джо, Люк Галоус и Карл Андерсън, но Галоус и Андерсън нападат Ензо, изваждайки го от мача. Ензо е заместен с Фин Балър и отбора му с Ролинс и Кас побеждава Джо, Галоус и Андерсън. Впоследствие Галоус и Андерсън са уредени да се бият срещу Ензо и Кас в предварителното шоу на Разплата.
На Кралски грохот, Броун Строуман се намесва в мача за Универсалната титла на WWE, коствайки шанса за титлата на Роуман Рейнс. Двамата се бият на Бързата лента, където Рейнс побеждава. На следващата вечер, в епизод Първична сила, Строуман твърди, че Рейнсе е извадил късмет, но е прекъснат от Гробаря, който започва да враждува с Рейнс, но е победен от него на КечМания 33. На 10 април, в епизод Първична сила, Строуман отново започва вражда с Рейнс, нападайки брутално Рейнс зад кулисите, изтиквайки го от високия паркинг, докато е на носилка, и след това преобръща линейката, в която е Рейнс. Атаката наранява рамото на Рейнс. следващия епизод, Главния мениджър Кърт Енгъл урежда мач между Строуман и Рейнс за Разплата. Енгъл също дава на Строуман почивка за нощта. Въпреки това, Строуман започва да се сбива зад кулисите, докато Грамадата не го спира, водейки до мачмач между двамата на същата вечер. Мача приключва, когато Строуман прави Суперплекс на Грамадата от горното въже, което кара ринга да поддаде и да се разруши. На следващата седмица, Калисто, който е един от кечистите, нападнати от Строуман предишната седмица, побеждава Строуман в мач с контейнер за боклук. Впоследствие, Строуман пребива Калисто, затваря го в контейнера и го изтиква от сцената.
На КечМания 33, Бейли запазва своята Титла при жените на Първична сила срещу Шарлът Светкавицата, Саша Банкс и Ная Джакс в елиминационен мач Фатална четворка. На 10 април, в епизод Първична сила, Саша предизвиква Бейли за титлата. Алекса Блис, която губи Титлата при жените на Разбиване на КечМания 33, се появява, последвана от Мики Джеймс, които обявяват, че стават част от състава на Първична сила след Суперзвездното разменяне; Шарлът се мести в Разбиване. На следващата седмица, Алекса побеждава Саша, Мики и Джакс в мач Фатална четворка, получавайки шанс за титлата срещу Бейли в мач на Разплата. На следващата седмица, след вербално обиждане между Бейли и Алекса, Алекса се бие срещу Саша, където Алекса нарочно губи чрез отброяване. След мача, Бейли се опитва да върне Алекса обратно на ринга, но Алекса избягва зад кулисите. След това Алекса се връща и напада Бейли в гръб.
На 10 април, в епизод на Първична сила, Миз и жена му Марис стават част от състава на Първична сила след Суперзвездното разменяне. На епизода на 24 април, е обявено, че Фин Балър ще е гост на Miz TV, което ще се проведе по време на предварителното шоу на Разплата.

## Резултати
| №                                                                                     | Резултати                                                          | Правила | Време |
| ------------------------------------------------------------------------------------- | ------------------------------------------------------------------ | --- | ----- |
| 1П                                                                                    | Ензо Аморе и Големият Кас побеждават Люк Галоус и Карл Андерсън    | Отборен мач | 6:35  |
| 2                                                                                     | Крис Джерико побеждава Кевин Оуенс (ш) чрез предаване              | Индивидуален мач за Титлата на Съединените щати на WWE След като Джерико печели титлата, той се премества в Разбиване | 17:55 |
| 3                                                                                     | Остин Ейрис побеждава Невил (ш) чрез дисквалификация               | Индивидуален мач за Титлата в полутежка категория на WWE                                                              | 11:20 |
| 4                                                                                     | Харди бойз (Мат Харди и Джеф Харди) (ш) побеждават Сезаро и Шеймъс | Отборен мач за Отборните титли на Първична сила                                                                       | 12:45 |
| 5                                                                                     | Алекса Блис побеждава Бейли (ш)                                    | Индивидуален мач за Титлата при жените на Първична сила                                                               | 11:15 |
| 6                                                                                     | Брей Уайът побеждава Ренди Ортън                                   | Мач в Къщата на ужасите                                                                                               | 17:10 |
| 7                                                                                     | Сет Ролинс побеждава Самоа Джо                                     | Индивидуален мач | 15:55 |
| 8                                                                                     | Броун Строуман побеждава Роуман Рейнс                              | Индивидуален мач | 11:50 |
| - (ш) – указва шампиона/шампионите в мача - П – показва, че мача се случи преди шоуто |                                                                    | |       |

1. ↑  Това време показва комбинираната дължина на мача по време на шоуто. След като първата част от мача е записана предварително преди Разплата в Къщата на ужасите, а втората част се провежда на живо в залата, е невъзможно да се определи точното времетраене на мача.